# Rex Grossman
Rex Daniel Grossman III (Bloomington, 23 agosto 1980) è un ex giocatore di football americano statunitense che giocava nel ruolo di quarterback.
Al college ha giocato a football per i Florida Gators

## Carriera universitaria
Nei 3 anni che giocò con i Gators, apparì con la maglia numero 8 in 35 partite, come quarterback, totalizzando in totale 9.164 yard su lancio con 77 touchdown e 36 intercetti, corse 119 volte con 6 touchdown perdendo in totale 133 yard. Ottenne i seguenti riconoscimenti:
- SEC Championship (2000)
- First-team All-American (2001)
- Giocatore nazionale dell'anno (2001).

## Carriera professionistica

### Chicago Bears

#### 2003
Al draft NFL 2003 fu selezionato come 22a scelta assoluta dai Bears. Sotto il l'allenatore capo Dick Jauron, Rex fu relegato come 3º quarterback di squadra dietro ai veterani Chris Chandler e Kordell Stewart. Riuscì comunque a giocare sprazzi di partita, debuttando nella NFL il 14 dicembre 2003 contro i Minnesota Vikings indossando lo stesso numero di maglia del college, terminò la stagione con una rottura di un dito durante l'ultima partita.

#### 2004
Con l'arrivo del nuovo allenatore capo Lovie Smith, Rex partì titolare, ma nella prima partita contro i Detroit Lions venne subito criticato a causa di un intercetto subito sul finire della partita. Le critiche aumentarono quando Grossman si infortunò ai legamenti del suo ginocchio, in una corsa nella partita contro i Minnesota Vikings. L'infortunio lo costrinse a rimanere fuori per il resto della stagione.

#### 2005
La stagione iniziò male a causa della rottura della caviglia subita durante la preseason. Rientrò il 18 dicembre 2005 guidando alla vittoria la propria squadra contro gli Atlanta Falcons. Nella partita seguente contro i Green Bay Packers grazie a un'ottima prova, portò i Bears a qualificarsi per i play-off. Contro i Carolina Panthers fece una pessima prestazione e i Bears vennero eliminati.

#### 2006
Partì alla grande e dopo varie prestazioni da 100 e più di rateo sui lanci, fu nominato come miglior giocatore offensivo della NFC del mese di settembre. Ma a metà stagione le sue prestazioni calarono drasticamente. Grossman e Lovie Smith vennero nuovamente criticati. Nelle partite dei play-off, Rex ritornò a guidare i Bears a livelli buoni, raggiungendo la finalissima del Super Bowl XLI perdendola contro gli Indianapolis Colts. Terminò con 20 lanci completati su 28 ma si fece intercettare due volte. A fine stagione venne premiato con l'Ed Block Courage Award, trofeo dato al giocatore che rappresenta maggiormente le doti di ispirare, guidare e incoraggiare i propri compagni.

#### 2007
Dopo sole 3 partite della stagione regolare Rex venne sostituito dalla riserva Brian Griese. L'11 novembre 2007 recuperò il suo posto da titolare a causa dell'infortunio alla spalla accorso a Griese. Concluse la partita contro gli Oakland Raiders con una bella vittoria. Purtroppo dopo aver subito un infortunio al ginocchio perse nuovamente il posto da titolare.

#### 2008
Diventò unrestricted free agent, ma il 23 febbraio 2008 firmò un contratto di un anno per un totale di tre milioni di dollari.
Rimase quarterback di riserva dietro al titolare Kyle Orton fino alla 9a partita, poi a causa di un infortunio alla caviglià durante la partita sostituì Kyle. I Bears vinsero la partita grazie a un touchdown su corsa di Grossman nel gioco finale. Concluse la stagione con 4 partite all'attivo.

### Houston Texans

#### 2009
Diventò nuovamente unrestricted free agent il 1º marzo 2009. Il 12 giugno firmò un contratto di un anno per 620.000 dollari con i Texans. Durante la preseason riuscì a scavalcare il suo compagno Dan Orlovsky per il ruolo di riserva dietro al titolare Matt Schaub. Giocò solamente una piccola porzione di partita.

### Washington Redskins

#### 2010
Il 17 marzo 2010 firmò un contratto di un anno con i Redskins, giocò la sua prima partita contro i Lions il 31 ottobre perdendo un fumble su un sack causato dal defensive tackle Ndamukong Suh che riuscì a riportarlo in touchdown. Il 17 dicembre tornò a giocare da titolare dopo che il quarterback Donovan McNabb venne messo in panchina dall'allenatore capo Mike Shanahan.

#### 2011
Il 2 agosto 2011 rifirmò con i Redskins per un altro anno. Partì da titolare nella prima partita di stagione contro i New York Giants lanciando per 305 yard con 2 touchdown. Dopo un avvio con il record di tre vittorie e una sconfitta, venne sostituito da John Beck a causa di quattro intercetti nella 5a settimana. Ritornò nella 10a settimana contro i Miami Dolphins. Concluse la stagione con 13 partite di cui tutte da titolare.

#### 2012
Il 18 marzo 2012 Grossman firmò il terzo contratto annuale consecutivo coi Redskins, questa volta come quarterback di riserva della futura scelta del primo giro Robert Griffin III.

### Cleveland Browns
Firmó per i Cleveland Browns il 12 Agosto 2014 ma fu tagliato poche settimane dopo. A Dicembre i Browns offrirono a Grossman un contratto settimanale da $53,529 per sostituire gli infortunati Johnny Manziel e Brian Hoyer: Grossman rifiutó l'offerta, preferendo trascorrere le vacanze con la sua famiglia a Palm Beach.

### Atlanta Falcons
Firmó l'ultimo contratto con gli Atlanta Falcons il 26 Agosto 2015 ma fu tagliato il 4 Settembre dello stesso anno, quando concluse la sua carriera.

## Statistiche
|      |                     |    |    | Passaggi | Passaggi | Passaggi | Passaggi | Passaggi | Passaggi | Passaggi | Passaggi | Passaggi | Passaggi | Corse | Corse | Corse | Corse | Fumble | Fumble | Fumble | Ricezioni | Ricezioni | Tackle | Tackle | Tackle |
| Anno | Squadra             | P  | PT | Comp     | Ten      | %        | Yard     | Media    | Max      | TD       | Int      | Sack     | Rat      | Ten   | Yard  | Media | TD    | Fum    | FP     | FR     | Ric       | Yard      | TT     | TS     | TA     |
| ---- | ------------------- | -- | -- | -------- | -------- | -------- | -------- | -------- | -------- | -------- | -------- | -------- | -------- | ----- | ----- | ----- | ----- | ------ | ------ | ------ | --------- | --------- | ------ | ------ | ------ |
| 2003 | Chicago Bears       | 3  | 3  | 38       | 72       | 52.8     | 437      | 6.1      | 59       | 2        | 1        | 4        | 74.8     | 3     | −1    | −0.3  | 0     | 3      | 0      | 1      | 0         | 0         | 0      | 0      | 0      |
| 2004 | Chicago Bears       | 3  | 3  | 47       | 84       | 56.      | 607      | 7.2      | 40       | 1        | 3        | 5        | 67.9     | 11    | 48    | 4.4   | 1     | 2      | 2      | 0      | 0         | 0         | 0      | 0      | 0      |
| 2005 | Chicago Bears       | 2  | 1  | 20       | 39       | 51.3     | 259      | 6.6      | 54       | 1        | 2        | 1        | 59.7     | 0     | 0     | 0.0   | 0     | 0      | 0      | 0      | 0         | 0         | 0      | 0      | 0      |
| 2006 | Chicago Bears       | 16 | 16 | 262      | 480      | 54.6     | 3.193    | 6.7      | 62       | 23       | 20       | 21       | 73.9     | 24    | 2     | 0.1   | 0     | 8      | 5      | 2      | 1         | -4        | 1      | 1      | 0      |
| 2007 | Chicago Bears       | 8  | 7  | 122      | 225      | 54.2     | 1.411    | 6.3      | 59       | 4        | 7        | 25       | 66.4     | 14    | 27    | 1.9   | 0     | 6      | 3      | 1      | 0         | 0         | 0      | 0      | 0      |
| 2008 | Chicago Bears       | 4  | 1  | 32       | 62       | 51.6     | 257      | 4.1      | 29       | 2        | 2        | 2        | 59.7     | 3     | 4     | 1.3   | 2     | 0      | 0      | 0      | 0         | 0         | 1      | 1      | 0      |
| 2009 | Houston Texans      | 1  | 0  | 3        | 9        | 33.3     | 33       | 3.7      | 21       | 0        | 1        | 0        | 5.6      | 3     | 9     | 3     | 0     | 1      | 0      | 1      | 0         | 0         | 0      | 0      | 0      |
| 2010 | Washington Redskins | 4  | 3  | 74       | 133      | 55.6     | 884      | 6.6      | 64       | 7        | 4        | 9        | 81.2     | 3     | 6     | 2.0   | 0     | 4      | 4      | 0      | 0         | 0         | 1      | 1      | 0      |
| 2011 | Washington Redskins | 13 | 13 | 265      | 458      | 57.9     | 3.151    | 6.9      | 51       | 16       | 20       | 25       | 72.4     | 20    | 11    | 0.6   | 1     | 8      | 5      | 2      | 0         | 0         | 0      | 0      | 0      |
|      | Totale              | 54 | 47 | 863      | 1.562    | 55.2     | 10.232   | 6.6      | 64       | 56       | 60       | 92       | 71.4     | 81    | 106   | 1.5   | 4     | 32     | 19     | 7      | 1         | -4        | 3      | 3      | 0      |

Fonte: NFL.com
Legenda:
- P = partite totali giocate
- PT = partite giocate da titolare
- Comp = lanci completati
- Ten = corse e lanci tentati
- % = percentuale di lanci completati
- Yard = yard totali guadagnate su corsa o ricezione
- Media = media di yard guadagnate per corsa o lanci
- Max = lancio più lungo della stagione
- Int = intercetti subiti
- Sack = sack subiti
- Rat = rateo sui passaggi
- TD = numero di touchdown segnati su lancio o su corsa
- Ric = ricezioni effettuate
- Fum = fumble totali su corsa e su ricezione
- FP = fumble persi su corsa e su ricezione
- FR = fumble recuperati
- TT = tackle totali
- TS = tackle solitari
- TA = tackle assistiti

## Palmarès

### Franchigia
- National Football Conference Championship: 1

Chicago Bears: 2006

### Individuale
- (3) FedEx air player della settimana (2a ,4a e 15a settimana 2006).
- (1) Miglior giocatore offensivo del mese della NFC (mese di settembre 2006).
- (1) Ed Block Courage Award (2006).